# Гуайкура

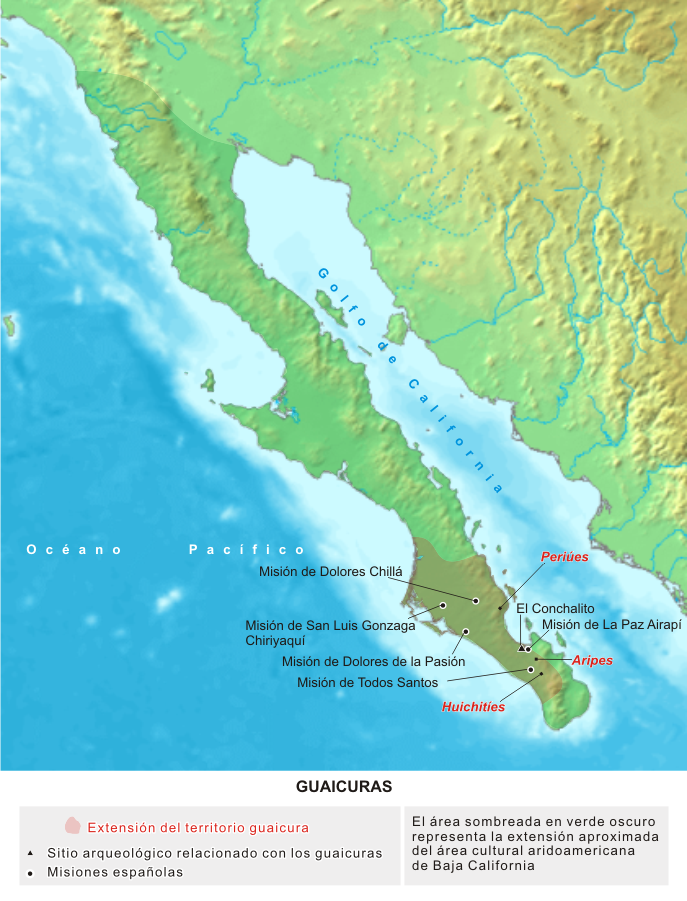
Расселение гуайкуров до прибытия европейцев

Гуайкура или вайкура — индейское племя, проживавшее в мексиканском штате Южная Нижняя Калифорния, занимавшее территорию на юге штата от Лорето до Тодос-Сантос.

## История
Вступили в контакт с испанцами в 1530-х гг. В течение следующих полутора веков испанцы периодически посылали экспедиции на побережье. Обратить гуайкуров в христианство пытались несколько иезуитских миссий. В 1734 г. гуайкуры участвовали в неудачном восстании против иезуитов, в результате чего их население неуклонно сокращалось в течение всего XVII века, и к 1800 г. они практически исчезли как отдельная культура.
Ряд исследователей и миссионеров оставили краткие заметки о гуайкурах. Наиболее подробные заметки оставил эльзасец-иезуит Йоханн Якоб Бэгерт (Johann Jakob Baegert), находившийся в Сан-Луис-Гонзага в 1751—1768 гг. (Baegert 1772, 1952, 1982). Бэгерт чрезвычайно резко отзывался о своих подопечных: «глупые, отсталые, неотёсанные, бессовестные, неблагодарные, лживые, вороватые, отвратительно ленивые, болтуны, наивные и ребячливые» (Baegert 1952:80). Его мнение об исключительной примитивности социальной организации гуайкуров воспринимались как правдивые, хотя они могли быть связаны с его чрезвычайно критическим характером, а также с тем, что в Южной Калифорнии в течение несколько десятилетий до его прибытия индейские культуры приходили в упадок (ср. Laylander 2000).

## Язык
Бэгерт составил словари и записал ряд текстов на языке гуайкура. Уильям К. Мэсси (William C. Massey, 1949) предположил о связи языка гуайкура с языком соседнего племени перику, с которым враждовали гуайкура, однако в поддержку данного мнения слишком мало свидетельств. Неоднократно предпринимались попытки включить язык гуайкура в хоканскую макросемью (Gursky 1966; Swadesh 1967), однако эта точка зрения встретила критику (Laylander 1997; Mixco 2006).